# Väderskär (Vårdö, Åland)
Väderskär är en ö i på Åland (Finland). Den ligger i Skärgårdshavet och i kommunen Vårdö i landskapet Åland, i den sydvästra delen av landet. Ön ligger omkring 45 kilometer nordöst om Mariehamn och omkring 250 kilometer väster om Helsingfors.
Öns area är 64 hektar och dess största längd är 1,6 kilometer i sydväst-nordöstlig riktning. Ön höjer sig omkring 15 meter över havsytan. Ön ligger i havsbandet, med utsikt över Norrhavet och Bottenhavet.
Den nordligaste delen av ön heter Finnklobben.
Romanserien Stormskärs Maja utspelas till stor del på Väderskär, kallad Stormskäret i böckerna. Filmserien Stormskärs Maja, baserad på böckerna, filmades här.